# Helius (Helius) hatschbachi
Helius (Helius) hatschbachi is een tweevleugelige uit de familie steltmuggen (Limoniidae). De soort komt voor in het Neotropisch gebied.